# Лиховид, Михаил Степанович

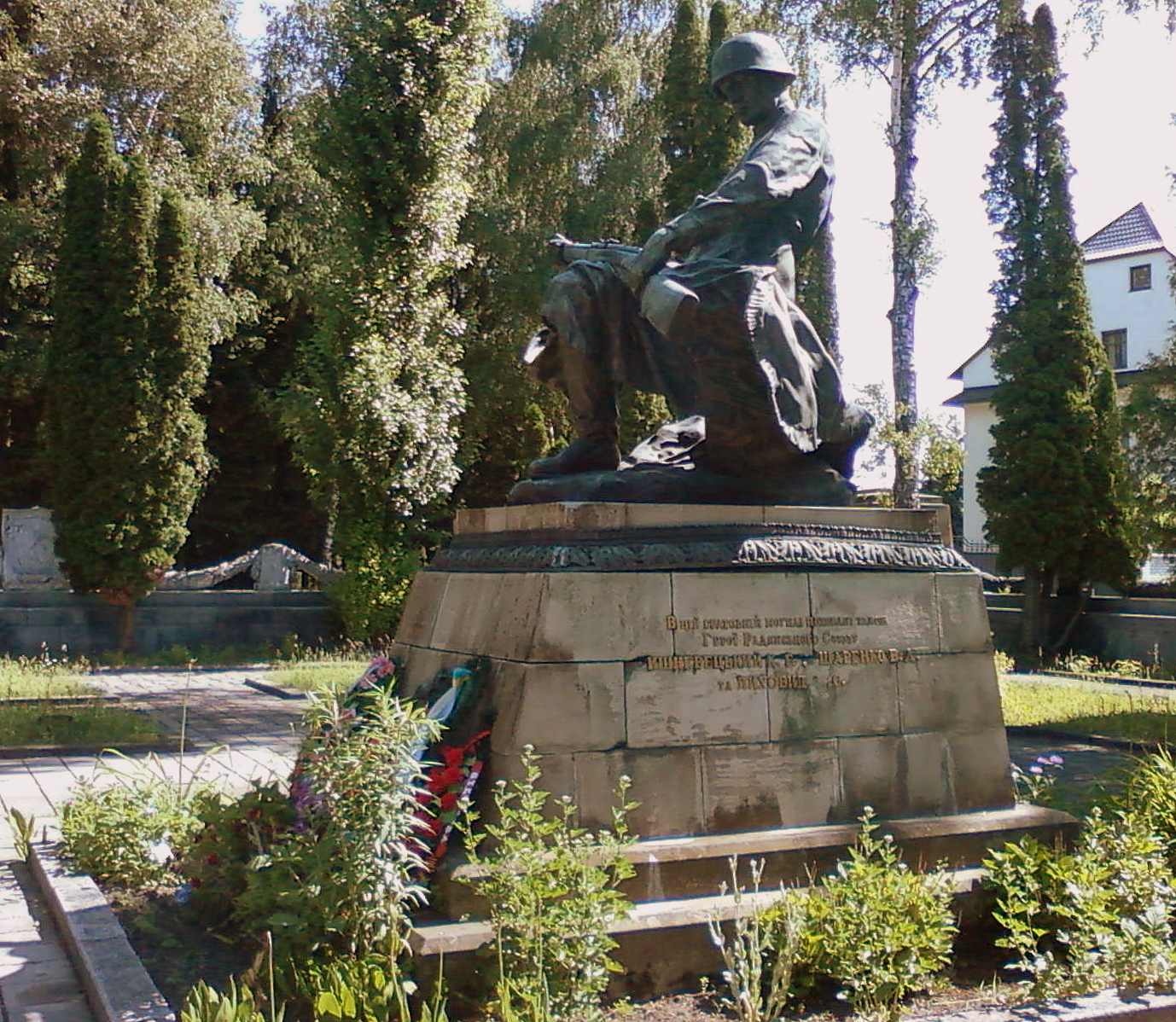
Памятник на могиле Героя Советского Союза Лиховида Михаила Степановича. Холм Славы (Львов, Украина).

Михаил Степанович Лиховид — советский военный лётчик, заместитель командира эскадрильи 104-го гвардейского истребительного Краковского ордена Александра Невского авиационного полка 9-й гвардейской истребительной авиационной Мариупольской ордена Богдана Хмельницкого дивизии 7-го истребительного авиационного корпуса 8-й Воздушной армии 1-го Украинского фронта, гвардии старший лейтенант , Герой Советского Союза, посмертно.

## Биография
Родился 28 февраля 1922 года в селе Могрица ныне Сумского района Сумской области Украины в семье крестьянина. Украинец. Член ВКП(б) с 1944 года. С 1934 года жил в городе Луганске (Ворошиловград), учился в СШ № 25 города Луганска, работал на заводе. По окончании средней школы поступил в Московский институт инженеров ГВФ.
В Красной Армии с 1940 года. В 1941 году окончил Качинскую военно-авиационную школу пилотов.
Участник Великой Отечественной войны с июня 1941 года. Сражался на Южном, Закавказском, 4-м, 2-м и 1-м Украинских фронтах. Был ранен.
Гвардии старший лейтенант Михаил Лиховид совершил 208 боевых вылетов, в 44 воздушных боях лично сбил 18 и в группе 9 самолетов противника. Большой урон причинил врагу штурмовыми действиями.
12 августа 1944 года гвардии старший лейтенант М. С. Лиховид, авиационный механик гвардии младший техник-лейтенант А. Х. Краснянский и механик по авиавооружению гвардии старший сержант С. А. Фонкевич готовили к эвакуации с места вынужденной посадки в районе города Рава-Русская (Львовская область) самолёт. Внезапно они были окружены конным отрядом Украинской повстанческой армии в количестве до 60 человек. В течение получаса гвардейцы вели неравный бой с украинскими националистами, пока не кончились патроны. Будучи схваченными бандеровцами, Лиховид и Краснянский были подвергнуты жестоким пыткам, затем облиты бензином и заживо сожжены. Судьба Фонкевича осталась неизвестной.
Похоронен в городе Рава-Русская. Перезахоронен на холме Славы во Львове, где ему установлен памятник.
Указом Президиума Верховного Совета СССР от 27 июня 1945 года за образцовое выполнение боевых заданий командования на фронте борьбы с немецко-фашистскими захватчиками и проявленные при этом мужество и героизм, гвардии старшему лейтенанту Лиховиду Михаилу Степановичу посмертно присвоено звание Героя Советского Союза.
Награждён орденом Ленина, тремя орденами Красного Знамени.
Именем Героя был назван жилой квартал Луганска.

## Награды
- Медаль «Золотая Звезда» Героя Советского Союза.
- Орден Ленина.
- Три ордена Красного Знамени.
- Медали.